# Лейли и Меджнун (балет Голейзовского)
«Лейли́ и Меджну́н» — Хореографическая поэма в трёх актах Касьяна Голейзовского на музыку Сергея Баласаняна.

## История создания
В сюжете балета события, происходящие в VIII—IX веках в одном из Согдийских городов.
Трёхактный полнометражный балет Касьян Голейзовский поставил в духе импрессионизма, он задуман как красивая легенда о возвышенной, трогательной, трагической любви юных героев, разделённых силой сословных предрассудков.
Автор музыки Сергей Баласанян:
Весной я получил от Голейзовского письмо, к которому было приложено стихотворение под названием «Слёзы Кайса». Письмо заканчивалось следующими словами: По существу это шесть музыкальных фрагментов любого размера. Хотя они разные, но посвящены одной теме. Обнимаю Вас и посвящаю их Вам
Вот отрывок:
«…Твои глаза, как два глубоких моря

И кос твоих багряные струи

И на щеках агатовые слёзы

Мой алый лал, любовь моя, Лейли…

Разбилась цепь невыплаканных песен

И мир вокруг невидим стал и тесен

В дыму лампад простёрся твой Меджнун…»

## Сюжет
Во время свадебного торжества Лейли и Ибн-Соломона во дворце Правителя, Кайс Меджнун и Лейли увидели друг друга. Их сердца загораются любовью. Лейли поднимает цветок, преподнесённый Кайсом и целует его… Лепестки цветка опадают, что по примете предвещает несчастье.
Лейли говорит своему отцу, что не любит Ибн-Соломона и просит отпустить её. Но обряд уже совершён. Кайс просит у Правителя руки Лейли. Но тот выпроваживает его из дворца, со словами: «Чужестранец, ты опоздал, моя дочь только что обручена, и по нашему закону она уже принадлежит другому». Потерявший от ревности рассудок, Ибн-Соломон пытается силой овладеть Лейли в её комнате, но она кидается на него с кинжалом, и перепуганный Ибн-Соломон убегает.
Кайс Меджнун в глубокой печали проводит ночь в горах, где его находит отряд витязя Новфаля. Появляется Ибн-Соломон со своими воинами. Отряд витязя Новфаля одерживает победу в сражении с воинами Ибн-Соломона. Новфаль связывает Ибн-Соломона и просит Правителя отдать свою дочь Лейли Кайсу: «Они любят друг друга!»
Правитель приказывает разъединить влюбленных и развязывает Ибн-Соломона. Тот устремляется с ножом на Кайса, но Лейли загораживает его и попадает под кинжал. Лейли мертва. Кайс склоняется над ней. Вынимает нож из её груди и лишает себя жизни.

Как гласит легенда, на месте гибели Лейли и Меджнуна выросли два цветка необыкновенной красоты. Цветы эти чудотворны, но зримы только для несчастных влюблённых.

## Режиссёрский сценарий Голейзовского
Касьян Голейзовский

«В ранней юности впервые услышал я от старой женщины, жительницы Тегерана, эту грустную повесть о Лейли и Меджнуне. С тех пор воображение моё не покидало желание оживить далёкий мираж, заставить его дышать красками действительной жизни.
Настал мой черёд поведать эту трагическую повесть языком стихийных, пламенных красок, безграничности, музыки и хореографии. В 1964 году, 17 декабря возник балет „Лейли и Меджнун“.
Повесть о несчастной любви Лейли и Меджнун — бесценный памятник древне — арабской письменности, изданный в VI—VII веках поэтом Кайсом ибн-ал Муллавахом, прозванным „Меджнун“, что в переводе означает одержимый любовью. Не о себе ли писал поэт?
События повести — океаны глубокой, проникновенной печали и правды. Это песня, доносящаяся из тьмы веков, далёкая, полная драматизма и горьких воспоминаний… Как будто рука пророка, коснувшись струн незримой арфы, напитала мелодию горестным смыслом».

Постановка балета «Лейли и Меджнун»
Первый акт
- Увертюра-пролог

Среди легенд Ближнего Востока встречаются повествования о несчастной любви Лейли и Меджнуна. Как гласит легенда, на месте их гибели выросли два цветка необыкновенной красоты. Цветы эти чудотворны, но зримы только для несчастных влюблённых.
- Первая картина

Пробуждение города. Рассвет. Сквозь брезжущий свет медленно вырисовываются очертания гор и людей…
- Вторая картина

Перед зрителями возникает картина городской площади, наполненной людьми. Выступает фокусник… Разъяренные сторожа гонятся за ним и исчезают в глубине сцены. Неожиданно по звуки сурная и ударных возникает веселая пляска бродячих маскарабозов. Они танцуют с манекенами. Из толпы выныривает работорговец, за ним следом из-за угла выходят две сводни, похожие на ведьм.
 — Не желают ли высокочтимые гости полюбоваться на красивых девушек?
 — Показывай!
На сцене появляется Кайс со своим отцом, взгляды толпы устремлены на них.
Номер «Танец невольниц»
Сцена «Ссора» : Старики окружают работорговца, спорят, бранятся, торгуются. Эта сцена переходит в ссору, близкую к драке. Кайс, наблюдавший за пляской и поведением покупателей, возмущен, он сжимает рукоятку кинжала и хочет разогнать отвратительных стариков. Но отец удерживает его: -Образумься… ты не в своей стране. Отец Кайса предлагает перстень с алмазом за всех невольниц вместе. Кайс отбрасывает цепь, которой были скованы невольницы: — Вы свободны!
Сцена «Свадебный кортеж» : Бахтиор-хан везёт во дворец на свадебное торжество свою дочь Лейли. Правитель приказывает опустить носилки с Лейли на землю. Кайс, увидевший Лейли не может свести с неё глаз. Их сердца загораются любовью. Лейли поднимает цветок, преподнесённый Кайсом и целует его… Лепестки цветка опадают, что по примете предвещает несчастье. В это время медленно, как туман поднимается завеса, и видны мерцающие звезды. Окружающий мир исчезает перед любовью. Они остаются вдвоем.
Сцена «Любовный дуэт», в финале которого Лейли дарит Кайсу своё покрывало, а он ей свой кинжал.
Сцена «Площадь» : Правитель, увидевший Лейли без покрывала, накрывает её своим шарфом, сажает её на носилки и приказывает унести. На авансцене Кайс рассказывает отцу о своей любви. Площадь темнеет. Виден только горизонт, на фоне которого в глубине сцены-силуэты погонщиков с длинными бичами, погоняющих верблюдов и убегающих за ними в темноту пустыни, и отдаленный, исчезающий звон караванного колокольчика.
Второй акт
- Увертюра

В музыке радостное настроение, крики ликующего народа, смех, говор… В конце увертюры преобладание громко звучащих ударных (нагара, дойры)
- Третья картина

День на исходе
Сцена в форме подковы, с небольшим возвышением в глубине. Три богатых двери: в центре, ведущая в пиршественный зал. Слева от зрителей, через которую выходят воины Ибн-Соломона. Справа — из покоев Лейли.
Сцена: Пляска воинов
Сцена: Танец женщин — после пляски воинов, их танец похож на шум дождя, как шорох и шелест после раскатов грома. В руке каждой по большому бубну в форме дойры, разукрашенному блестящими побрякушками.
Распахиваются одновременно все двери. Из центральной выходит отец Лейли и четыре невольницы, в руках которых брачный ковер.
Ибн-Соломон (слева от зрителя).
Правитель соединяет руки Лейли и Ибн-Соломона. Он выпивает бокал вина, а Лейли свой проливает. Жених хочет заглянуть невесте в глаза, но она отталкивает его и убегает. Жрицы загораживают ей дорогу. Она говорит своему отцу, что не любит Соломона и просит отпустить её. Правитель резко берет Лейли за руку и опускает на колени на ковер.
Танец отчаяния — Первыми вступают невольницы, Лейли сидит неподвижно. С вступлением в танец Лейли загорается яркая звезда. В финале танца ткань-шатёр принимает мрачный оттенок, но звезда продолжает гореть.
Танец Маурича — танец гаремных мавританских танцовщиц. Живая пляска с длинными кастаньетами в руках (кайраки). Девушки пытаются развлечь Лейли, но она сидит с опущенной головой.
Пляска Чалма — которую исполняет Ибн-Соломон, чтобы развлечь невесту
Калтак-бозы — на сцене десять мужчин, в пуках которых по две ярко разрисованные палки, которые, ударяясь друг о друга издают громкий резонирующий звук.
Выходят стражи, они обращаются к Правителю города: -Тебя хотят видеть гости…
Входят Кайс с отцом. Поклоны. Отец Кайса подводит сына к Правителю и просит у него руки Лейли.
 — Чужестранец, ты опоздал, моя дочь только что обручена, и по-нашему закону, она уже принадлежит другому.
Лейли сходит с возвышения, берет руку Кайса, вместе с ним склоняется к ногам отца. Правитель разгневан. Ибн-Соломон, ревнивый и обозленный, хочет ударить Кайса ножом, Лейли закрывает его. Ибн-Соломон приказывает выгнать Кайса с отцом. Воины вырывают Лейли из рук Кайса. Правитель останавливает ссору: — Нельзя в своем доме обижать гостя, тем более чужестранца. Кайс в отчаянии вынужден покинуть дом, под смех и свист окружающих. Лейли хочет последовать за ними, но её не пускают.
Танец печали Лейли
Слышен шум возвращающейся толпы, Лейли прячется.
Общая оргиастическая пляска  — в которой участвуют воины, музыканты, Ибн-Соломон, женщины без покрывал. Пляска имеет бурный, хаотический рисунок. По первому плану сцены тащит за собой упирающуюся Лейли охмелевший Ибн-Соломон.
- Четвёртая картина

Сцена: Брачный покой.
Насилие — Дуэт Ибн-Соломон и Лейли : Потерявший рассудок от злобы и ревности, опьяненный вином Ибн-Соломон пытается силой овладеть Лейли. Собрав последние силы, она кидается на него с ножом, перепуганный Ибн-Соломон убегает, захлопывая за собой дверь, в которую вонзается кинжал, брошенный ему вслед.
Звук ударившегося в дверь кинжала должен явиться и внезапным концом дуэта и выразительным акцентом в музыке, после которого наступает длительная пауза.
Лейли потеряла сознание. Очнувшись она протягивает руки к своей звезде, видимой в окне, и со слезами говорит ей о своём горе. Далёкая звезда превращается в Кайса, так же протягивающего руки к ней.
Дуэт «Разлучённые». В конце танца Кайс снова превращается в звезду.
Третий акт
- Увертюра

Содержание музыки: Душевная буря Кайса, безнадежность, тоска о любимой, покорность судьбе.
- Пятая картина

Глубокая ночь. Небо усеяно мерцающими звездами. Тишина и безмолвие пустыни. Вдали прозрачные силуэты гор, среди которых спит Кайс. Порыв ветра пробуждает тоскующего Кайса Меджнуна. Его взор устремлен в сторону города, где томится Лейли. Он зовет её и видит призрак Лейли.
Дуэт Лейли и Кайса Меджнуна — порыв ветра и, превратившись в облако Лейли тает…
- Шестая картина

Музыкальное вступление
Отряд витязя Новфаля одерживает победу над шайкой бандитов. Сражение закончено. Отряд расположился на отдых. Между скал запылали костры.
Пляска Новфаля — и страстный порыв и буря. Притихшие воины застыли неподвижно. Когда Новфаль завершил свой танец, раздался неистовый рев восторга. Неожиданно Новфаль обнаруживает Меджнуна: — Ты кто? — Я Кайс Меджнун! Новфаль предлагает ему пищу и вино: — Расскажи, что с тобой, чем вызвано твое горе? Рассказ Кайса приводит в бешенство Новфаля: — Не горюй, я достану тебе Лейли.
Танец-рассказ Меджнуна
- Седьмая картина

Слышны отдаленные звуки приближающейся битвы. Появляется Ибн-Соломон со своими воинами. Он отдает им приказ, и они разбегаются в разных направлениях, скрываясь за решетками. Разгорается зарево пожара. В клубах дыма мелькают очертания сражающихся воинов Новфаля и Ибн-Соломона.
На сцену врываются воины, с ними Новфаль и Кайс. Связанного Ибн-Соломона они бросают на землю. Новфаль протягивает меч Кайсу : — Убей его! Но в этот момент появляется Лейли. Меч падает из рук Кайса. Они устремляются друг к другу.
Адажио-Дуэт Лейли и Кайса. Объятия. Сцена затемняется. Видны только они.
Тьма рассеивается. Лейли и Меджнун стоят, заключив друг друга в объятия. На сцену вбегают телохранители Бахтиор-хана.
Правитель : — Что здесь происходит?
Новфаль : — Отдай дочь Кайсу, они любят друг друга! Правитель приказывает разъединить влюбленных и развязывает Ибн-Соломона. Тот устремляется с ножом на Кайса, но Лейли загораживает его и попадает под кинжал. Лейли мертва. Кайс склоняется над ней. Вынимает нож из её груди и лишает себя жизни.
- Эпилог
- В конце финального эпизода Лейли и Меджнун незаметно исчезают. На их месте возникает изображение двух, склонившихся друг к другу цветков.

### Исполнители главных партий
Лейли — Раиса Стручкова, Наталья Бессмертнова, Нина Тимофеева, Елена Черкасская
Кайс Меджнун — Владимир Васильев, Михаил Лавровский
Ибн-Солом — В.Левашёв, Я.Сех, Ш.Ягудин
Нофталь — Г.Ледях, А.Лавренюк, Э.Кашани
- Балетмейстер-постановщик — заслуженный деятель литовской ССР, заслуженный артист БССР К.Голейзовский
- Художник — Г.Епишин
- Дирижёр — А.Жюрайтис
- Ассистент балетмейстера — заслуженная артистка РСФСР В.Васильева
- Балетмейстеры-репетиторы — Л.Поспехин, Л.Хлюстова, концертмейстеры — В.Кудрявцев, А.Мадера
- Режиссёры ведущие спектакль — Ф.Блохин, А.Соколов

Установлены следующие сроки изготовления оформления: бутафории — 10 апреля, костюмов — 15 апреля, декораций — 25 апреля.
Выпуск спектакля назначен на 7 мая 1964 года

### Голейзовский: Образ и танец Лейли
«Лейли погружена в глубокую печаль. Лицо, руки и тело её, обвешанные свадебными драгоценностями, склонены вниз. Из глаз, окаймленных чёрной змейкой бровей и длинных ресниц, окрашенных ярко-голубой краской, падают крупные слёзы. Лейли скорбит о любимом Кайсе. Тяжелая бахрома сирийских серег свесилась к обнаженным плечам. Кольца, запястья, браслеты, чёрная жемчужина, продетая в ноздрю, тускло поблескивающая из-под бус и причудливых амулетов, обвивших шею, золотая чешуя зэбигярдона-нагруднника, связанного из старинных золотых монет, богатой классической формы тилля-кош из ажурного золота, украшенный прозрачными цейлонскими сапфирами, закрывающий лоб и возвышающийся средней своей частью над головой в виде мерцающего радужного нимба — все это, весь облик Лейли, неподвижно застывшей в позе скорбящего божества, напоминает изваяние, сотканное из света и воздуха».— Касьян Голейзовский

## Отзывы критиков
«Большая удача спектакля — лирическая тема. Она решена Голейзовским так впечатляюще и проникновенно, как это мало кому удаётся в балете. Любовь-самая возвышенная и естественная человеческая потребность. Лейли — вечно желанный нежный цветок, хрупкость которого нужно оберегать» - М.Юсим
«В своём балете на сцене Большого театра „Лейли и Меджнун“, на музыку С. А. Баласаняна, Голейзовский воплотил нравственные и эстетические идеалы, в которых классика органично соединялась со свободной пластикой и фольклорными мотивами» - Н.Ю.Чернова
«В конце спектакля смертельно раненый Кайс медленно прикрывает девушку своим телом, как бы пытаясь уберечь её. Финальная поза последнего дуэта влюблённых напоминает закрывшийся бутон. В ней скорбь и величие.» - М.Юсим

## Экранизация
- 1964 год — два дуэта из балета «Лейли и Меджнун» — репетиция (англ.). youtube. — Наталья Бессмертнова. Партнёры Михаил Лавровский, Владимир Васильев . Голос в комментариях принадлежит Касьяну Голейзовскому.
- в 1990 году — был смонтирован фильм «Хореографические образы Касьяна Голейзовского. Размышления о балете»[12].